# Batalla de Kosovo Polje
La batalla de Kosovo es va lliurar el 15 de juny (segons el calendari julià, 28 de juny pel calendari gregorià) de 1389, entre els exèrcits serbis i els seus aliats, i l'Imperi Otomà, en un camp situat a uns cinc quilòmetres al nord-oest de Pristina. Les fonts otomanes donen com a data el 4 de ramadà del 791 equivalent al divendres 27 d'agost de 1389.
La batalla constitueix el tema de la secció final de la novel·la catalana titulada Història de Jacob Xalabín, d'autor anònim.